# Parafia Świętych Apostołów Piotra i Pawła w Srebrnej Górze
Parafia św. Apostołów Piotra i Pawła w Srebrnej Górze znajduje się w dekanacie ząbkowickim południowym w diecezji świdnickiej. Jej proboszczem jest ks. Krzysztof Kiernicki.

## Świątynie
- Kościół Świętych Apostołów Piotra i Pawła w Srebrnej Górze
- Kościół Podwyższenia Krzyża Świętego w Nowej Wsi Kłodzkiej

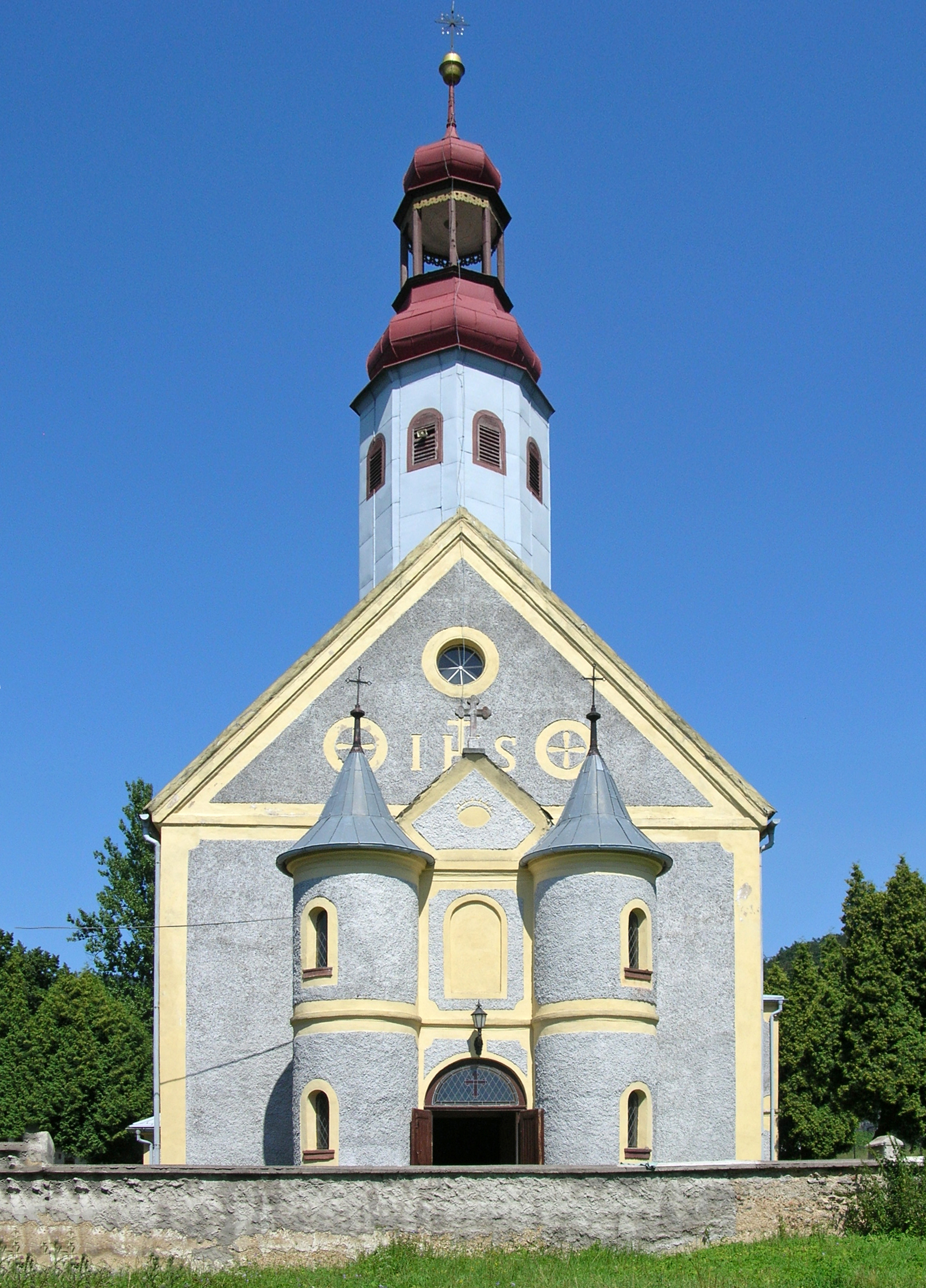
Kościół Podwyższenia Krzyża Św. w Nowej Wsi Kł.